# Hooge Mierde
Hooge Mierde (Brabants: Hógu Mierd) is een dorp  dat deel uitmaakt van de gemeente Reusel-De Mierden, in de Nederlandse provincie Noord-Brabant. Het dorp is gelegen in regio de Kempen en maakt onderdeel uit van de streek Acht Zaligheden. In 2023 woonden er in het dorp ongeveer 1.910 mensen.

## Toponymie
De oudste spelling van Mierde is Mirta of Myrta, waarvan de betekenis onduidelijk is. Later kwam ook Mier en Meijerdt voor, alsmede Mierde Superior (Hooge Mierde) en Mierde Inferior (Lage Mierde).

## Geschiedenis
Hooge Mierde vormde aanvankelijk één parochie met Lage Mierde. Reeds vóór 1201 bezat de Abdij van Floreffe daarvan het patronaatsrecht. In 1212 verwierf de Abdij van Averbode het tiendrecht van Mierde uit de handen van Dirk II van Altena (1182-1242). Ook de onontgonnen gebieden tussen de Reusel en het hof Culitrode (tegenwoordig de buurtschap Kuilenrode, tussen Hooge en Lage Mierde in gelegen), kwamen aan de Abdij. Als tegenprestatie moest een jaarlijks bedrag aan de Sint-Odradakerk te Alem worden betaald.
Nu ontstond er een conflict tussen Floreffe en Averbode omtrent het patronaatsrecht. Uiteindelijk werd geregeld dat pastoorsbenoemingen om en om plaatsvonden, maar opnieuw kwam er tweespalt. In 1473 kwam het tot arbitrage en besloten werd om de parochie te splitsen, nadat de dienstdoende pastoor, Henricus van Eijck, zou zijn overleden, hetgeen in 1520 geschiedde. Sindsdien kwam het patronaatsrecht van Lage Mierde aan Floreffe, en dat van Hooge Mierde aan Averbode. Op 5 mei 1682 werd het patronaatsrecht van Floreffe op de Abdij van Postel overgedragen en dit bleef zo tot 1835. Het patronaatsrecht van Averbode over Hooge Mierde bleef in stand tot 1820.
De Mierdse katholieken moesten vanaf 1648 hun toevlucht nemen tot een grenskerk, die zich bevond nabij Grenspaal 204, bij het Paalven op het grondgebied van Arendonk. Op 20 februari 1673 werd een schuurkerk opgericht, die in 1758 werd vernieuwd.
De Heilige Odrada werd overigens in Hooge Mierde vereerd. Bisschop Nicolaas Zoes schonk de parochiekerk op 9 augustus 1617 een aanzienlijke relikwie van deze heilige. Na 1648 werd de relikwie bedreigd geacht, en daarom werd zij op 27 september 1654 plechtig naar Balen gebracht.
In 1298 kwamen de landerijen van de Abdij van Floreffe onder bescherming van Hertog Jan II van Brabant. Diens opvolger, Jan III van Brabant, verkocht op 19 september 1331 zijn bezittingen aan de inwoners van Mierde.
Tot het einde van de 18e eeuw behoorde Hooge Mierde tot het Kwartier van Oisterwijk en het vormde daarin, samen met Lage Mierde en Hulsel, een vrijheid waarvan het domein in Hooge Mierde (Kuilenrode) lag, terwijl het bestuurlijk centrum in Lage Mierde was te vinden.
In 1840 had het dorp 121 inwoners.
Omstreeks 29 september 1944 werden te Hooge Mierde meer dan 300 evacués uit Reusel opgevangen, terwijl in oktober een aantal bewoners weer naar Lage Mierde moest uitwijken, aangezien Hilvarenbeek beschoten werd. Later weer werd onderdak verleend aan vluchtelingen uit de omgeving van Boxmeer en Groesbeek, Beek-Ubbergen en Berg en Dal, terwijl in mei en juni 1945 nog een aantal uit Duitsland gerepatrieerden in Hooge Mierde terechtkwam, alvorens ze naar Holland konden reizen.

## Bezienswaardigheden
- De Sint-Jan-Evangelistkerk (ook: kerk van de Heilige Johannes bij de Latijnse Poort) heeft nog een 15e-eeuwse toren van drie geledingen, voorzien van steunberen en een traptorentje in de zuidoosthoek. *De Sint-Corneliuskapel is gebouwd in 1998 en bevindt zich daar waar de Poppelse Dijk op de Kuilenrode uitkomt. Het is een bakstenen gebouwtje met zadeldak, een driezijdige apsis en een Corneliusbeeld met de attributen hoorn en kruis.
- Bronzen beeldje van een boer met een melkbus, op het Myrthaplein.

## Musea
- Oorlogs- en verzetsmuseum De Bewogen Jaren, aan de Floreffestraat, bevat een groot aantal voorwerpen uit de tijd van de bezetting tijdens de Tweede Wereldoorlog.

## Natuur en landschap

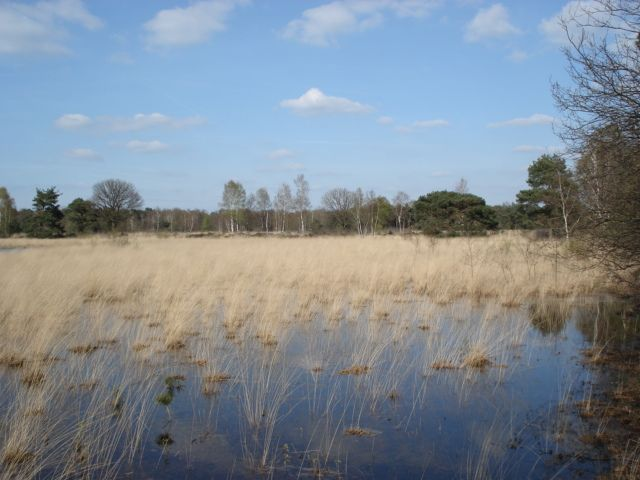
Zwartven

Hooge Mierde ligt westelijk van de Reusel en is omringd door landbouwgebied en enkele kleine perceeltjes naaldbos. Ten westen van Hooge Mierde ligt de Turnhoutse Heide, waarvan het natuurgebied Zwartven (waarin de Fritsmeer gelegen is) deel uitmaakt. Noordelijk van Hooge Mierde bevindt zich de Wellenseindse Heide.

## Trivia
- In Hooge Mierde zijn de stallen en het opleidingscentrum van amazone Tineke Bartels gevestigd. Haar eveneens op internationaal niveau paardrijdende dochter Imke is in Hooge Mierde geboren.

## Nabijgelegen kernen
Lage Mierde, Hulsel, Reusel, Poppel